# Robert Jackson (juriste)
Pour les articles homonymes, voir Jackson.
 (mai 2019).
Si vous disposez d'ouvrages ou d'articles de référence ou si vous connaissez des sites web de qualité traitant du thème abordé ici, merci de compléter l'article en donnant les références utiles à sa vérifiabilité et en les liant à la section « Notes et références ».
Robert Houghwout Jackson, né le 13 février 1892 dans le comté de Warren (Pennsylvanie) et mort d'une crise cardiaque le 9 octobre 1954 à Washington (district de Columbia), est un homme politique et juriste américain. Membre du Parti démocrate, il est procureur général des États-Unis entre 1940 et 1941 dans l'administration du président Franklin Delano Roosevelt puis juge de la Cour suprême entre 1941 et 1954. Il est procureur en chef pour les États-Unis au procès de Nuremberg en 1945 et 1946.

## Jeunesse
Robert Jackson naît à Spring Creek Township, au Nord-Ouest de la Pennsylvanie et grandit à Frewsburg, qui est tout proche mais dans l'État de New York. Il étudie au lycée de Frewsburg, puis dans la ville voisine de Jamestown. À 18 ans, il commence un apprentissage dans un cabinet d'avocat à Jamestown, il étudie deux ans à la Law School (école de formation des avocats) d'Albany, puis revient à l'été 1912 à Jamestown pour une autre année d'apprentissage. Il est reçu à l'examen du barreau de New York et ouvre son propre cabinet, toujours à Jamestown. Il mène pendant près de vingt ans une carrière brillante d'avocat dans l'État de New York. C'est même une des étoiles montantes du barreau à l'échelle du pays.

## Gouvernement fédéral (1934-1940)
Robert Jackson est nommé dans l'administration fédérale par le président Franklin Roosevelt en 1934. Il est d'abord responsable juridique (general counsel) à la direction des impôts (Bureau of Internal Revenue, aujourd'hui Internal Revenue Service) qui appartient au département du Trésor. En 1936, il devient procureur général adjoint (Assistant Attorney General, un poste de rang élevé au sein du département de la Justice), chargé des questions fiscales, puis en 1937 de la division antitrust. En 1938, il est nommé solicitor general des États-Unis : il est chargé d'organiser la représentation en justice du gouvernement des États-Unis et de plaider pour lui devant la Cour suprême. Il devient enfin procureur général en 1940 lorsque son prédécesseur William Francis Murphy est nommé à la Cour suprême.

## Les premières années à la Cour suprême
En 1941, le président de la Cour, Charles Evans Hughes part à la retraite et Franklin Roosevelt décide de promouvoir le juge Harlan Fiske Stone à la tête de la Cour. Il nomme en même temps Robert Jackson au siège laissé vacant par Stone. Il est un des grands juges de l'histoire de la Cour, une de ses grandes plumes, remarqué pour la vigueur de son style.
En 1943, c'est lui qui rédige l'opinion de la Cour pour un arrêt majeur, West Virginia State Board of Education v. Barnette (en) (Commission de l'éducation de l'État de Virginie occidentale contre Barnette, ou simplement « arrêt Barnette »). L'arrêt, dans un revirement de jurisprudence, rejette l'obligation faite aux enfants des écoles de saluer le drapeau et réciter le serment d'allégeance, se fondant sur la liberté d'expression garantie au premier amendement à la constitution. Robert Jackson, abondamment cité par la suite, écrit : « Ceux qui veulent éliminer l'expression d'opinion dissidente finissent bientôt par éliminer les dissidents eux-mêmes. À uniformiser les opinions par la contrainte, on n'obtient que l'unanimité des cimetières » ; et plus loin : « L'objet même de la Déclaration des droits (Bill of Rights) est de mettre certains sujets à l'abri des vicissitudes des controverses politiques, et hors d'atteinte des majorités : le droit de chacun à la vie, à la liberté, à la propriété, la liberté d'expression, la liberté de la presse et d'autres droits fondamentaux ne peuvent dépendre d'une élection ».
L'année suivante, lors d'un autre arrêt historique, Korematsu v. United States (« Korematsu contre États-Unis ») et cette fois contre la majorité de la Cour, il conteste la légalité de l'internement des Américains d'origine japonaise résidant sur la côte Ouest pendant la guerre. « Korematsu a été condamné pour un acte qui ordinairement n'est pas un crime. Cela consiste à se trouver dans l'État dont il est citoyen, près de l'endroit où il est né et a vécu toute sa vie ». À l'inverse de son collègue Murphy, pour qui la décision d'éloignement des personnes d'origine japonaise relève de l'« abysse affreux du racisme », Robert Jackson ne veut pas se prononcer sur la nécessité militaire de l'évacuation. Mais au contraire de la majorité de la Cour, il refuse l'idée que la Cour, inapte à juger de la nécessité militaire, ne puisse qu'approuver : « La condamnation de Korematsu repose sur un ordre du général De Witt. Et on nous dit [la décision de la Cour] que si cet ordre est raisonnablement fondé sur des nécessités militaires, alors il est constitutionnel et devient la loi, et cette Cour doit le faire appliquer. Pour plusieurs raisons, je ne peux souscrire à cette doctrine ». Autant on ne peut exiger de l'armée en temps de guerre un respect permanent de la légalité (« la première considération est que les mesures prises soient efficaces, non qu'elle soit légales. Le rôle de l'armée est de protéger la société, pas seulement la constitution ») , autant la Cour doit veiller à ne pas y apporter la caution de la loi : « Une mesure militaire, si inconstitutionnelle qu'elle puisse être, ne dure que ce que dure l'urgence [...] Mais lorsque la Cour l'interprète pour montrer qu'elle est conforme à la constitution, ou plutôt interprète la constitution pour lui faire approuver une telle mesure, la Cour a validé pour l'avenir le principe de la discrimination raciale dans une procédure pénale et celui du déplacement forcé de citoyens américains. Le principe dégagé devient une arme chargée qui sera pour toujours à la disposition de toute autorité qui pourrait établir la plausibilité d'une nécessité urgente. [...] Un commandant militaire peut outrepasser les bornes de la constitution et c'est un incident. Mais si nous l'approuvons, cet incident passager devient la doctrine de la Constitution ».

## Procès de Nuremberg

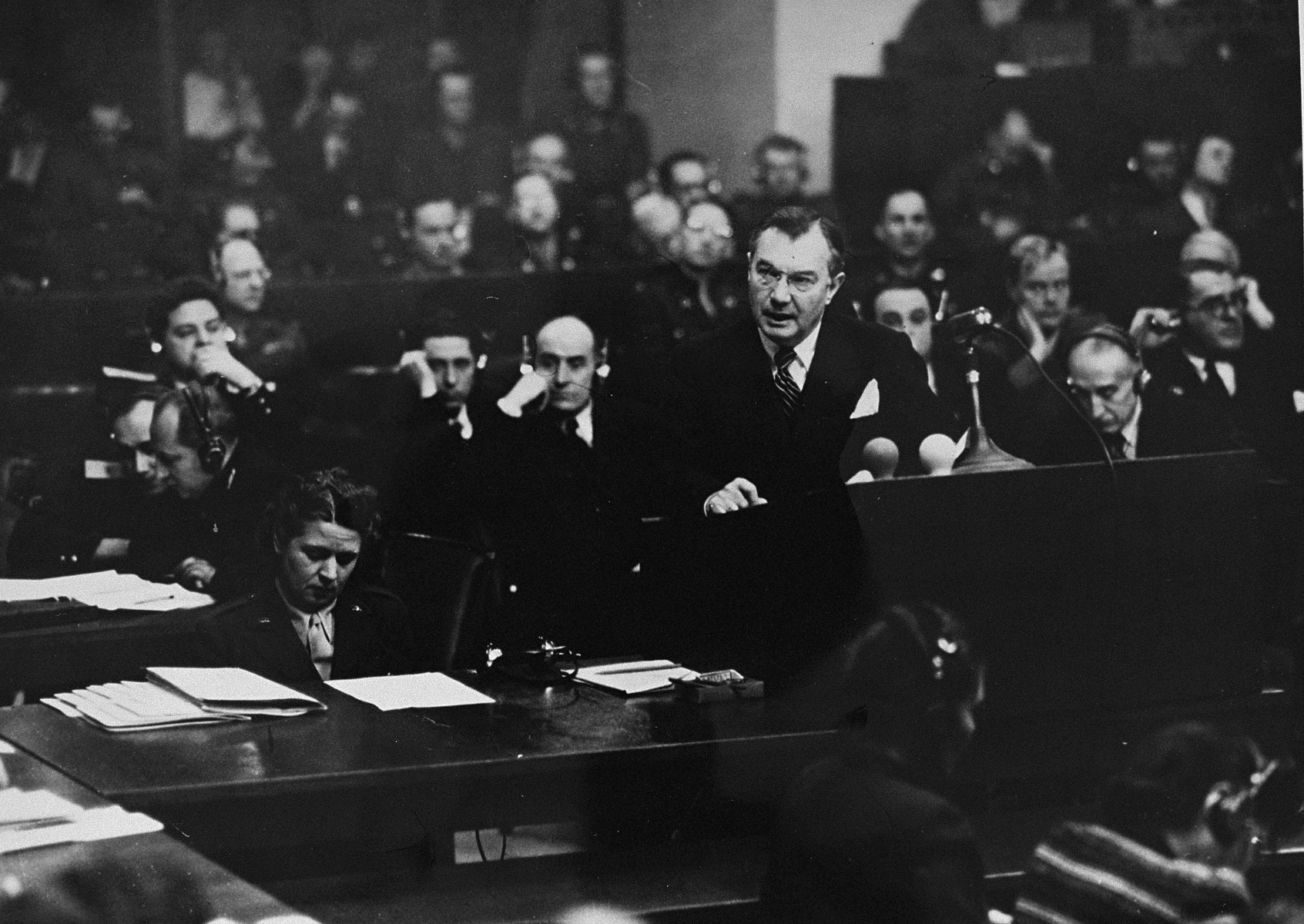
Robert Jackson s'adressant à la cour.

Le président Harry S. Truman charge Robert Jackson, juge à la Cour suprême et ancien procureur général des États-Unis, de la préparation du procès. Proche de Roosevelt, Jackson avait légitimé sur le plan juridique l’aide apportée aux Alliés par les États-Unis avant leur entrée en guerre. Dans un de ses premiers rapports à Harry Truman quant au but du procès, il fait part au président de ses convictions :
« Le procès que nous entamons contre les principaux inculpés a trait au plan de domination nazi, et non aux actes individuels de cruauté qui se sont produits hors de tout plan concerté. Notre procès doit constituer un historique bien documenté de ce qui était, nous en sommes convaincus, un plan d’ensemble, conçu en vue d’inciter à commettre des agressions et les actes de barbarie qui ont indigné le monde. »
Robert Jackson fait le réquisitoire du procès, celui-ci reprend les grandes lignes des crimes imputés aux accusés : avant guerre, la prise du pouvoir, la suppression des libertés, la persécution des églises, et les crimes contre les Juifs ; pendant le conflit, le meurtre de prisonniers et d’otages, le pillage d'œuvres d'art, le travail forcé, etc. Il place la guerre d’agression, et donc les crimes contre la paix, au centre de son réquisitoire et lui oppose « la civilisation », entité supranationale, imparfaite, mais qui demande aux juges de mettre le droit au service de la paix.